# Caponina tijuca
Caponina tijuca  (лат.) — вид мелких пауков рода Caponina из семейства Caponiidae. Южная Америка: южная Колумбия (Кундинамарка). Длина самца 3,08 мм, самка крупнее — 3,62 мм.
Вид Caponina tijuca был впервые описан в 1994 году американским арахнологом Норманом Платником (Norman I. Platnick; р.1951; Американский музей естественной истории, Манхэттен, Нью-Йорк, США) вместе с Caponina alegre и другими таксонами. Caponina tijuca включён в состав рода Caponina Simon, 1891 вместе с Caponina chinacota, Caponina cajabamba, Caponina chilensis, Caponina papamanga, Caponina sargi и другими видами. Название вида C. tijuca связано с местом его обнаружения (лесной массив de Tijuca, Rio de Janeiro).